# مردها و نامردها
مردها و نامردها فیلمی به کارگردانی عباس کسایی و با بازی بهمن مفید، مرتضی عقیلی و حسین گیل است که در سال ۱۳۵۲ به اکران عمومی در آمد.

## خلاصه فیلم
کریم (بهمن مفید) شیفتهٔ مستانه (هاله)، خوانندهٔ کابارهٔ محسن (عبدالله بوتیمار) است. کریم برای نجات مستانه و ازدواج با او سفته‌های مستانه را باز پس می‌گیرد و با مستانه، ازدواج می‌کند. محسن، به تلافی، به کمک احمد فری (حسین گیل)، برادر مستانه، از عذرا (شهرآشوب)، خواهر کریم، هتک حیثیت می‌کند و پس از به اعتیاد کشاندنش او را به کار خوانندگی در کابارهٔ محسن وا می دارد. رحمت (مرتضی عقیلی)، شاگرد کریم، برای نجات عذرا به دیدنش میرود و از او می‌خواهد تا با او ازدواج کند. عذرا قبول می‌کند و قرار میگذارند تا شب باهم ملاقات کنند ولی ادمهای محسن زودتر میرسند و شاگرد کریم را می کشند. وقتی کریم از ماجرا با خبر می‌شود به کاباره میرود و عذرا موقع فرار بر اثر سقوط از پشت بام جان می‌دهد. ولی در بیمارستان همه ماجرا را برای کریم تعریف می‌کند. کریم با احمد فری درگیر می‌شود، و احمد از چنگ کریم می گریزد، و پس از این که درمی یابد محسن قصد دارد او را به پلیس معرفی کند محسن را از پا در می‌آورد و می گریزد. کریم و احمد رو در روی هم قرار می‌گیرند. کریم زخمی می‌شود و احمد به ضرب گلولهٔ مأموران پلیس از پا درمی آید.